# Hemitriecphora bergeri
Hemitriecphora bergeri är en insektsart som beskrevs av Victor Lallemand 1949. Hemitriecphora bergeri ingår i släktet Hemitriecphora och familjen spottstritar. Inga underarter finns listade i Catalogue of Life.